# 华山路 (合肥)
华山路是中国安徽省合肥市的一条南北向道路，得名自五岳之一的华山，北起锦绣大道，南至南宁路。华山路全长5.6公里，穿过扬子江路、南京路、紫云路、中山路、方兴大道、杭州路、云谷路等道路，沿路有安徽省地质资料馆、合肥实验学校滨湖校区、合肥市华山路小学、望湖小学洞庭湖路校区、中山路中学、塘西河公园、金斗公园、云谷路小学等。有以此路命名的合肥轨道交通5号线地铁站华山路站。

## 轨道交通
- █ 5号线：华山路站